# Mistrzostwa Europy Juniorów w Saneczkarstwie 1983
28. Mistrzostwa Europy juniorów w saneczkarstwie 1983 odbyły się 11 lutego w Igls, w Austrii. Były to trzecie mistrzostwa rozgrywane w tym mieście (poprzednio w 1966 i 1977). Rozegrane zostały trzy konkurencje: jedynki kobiet, jedynki mężczyzn oraz dwójki mężczyzn. W klasyfikacji medalowej najlepsi byli reprezentanci Niemieckiej Republiki Demokratycznej.

## Terminarz
| Data           | Miejscowość | Konkurencja      | Złoto                               | Srebro                    | Brąz                            |
| -------------- | ----------- | ---------------- | ----------------------------------- | ------------------------- | ------------------------------- |
| 11 lutego 1983 | Igls        | Jedynki kobiet   | Christine König                     | Anke Popel                | Heike Grübler                   |
| 11 lutego 1983 | Igls        | Jedynki mężczyzn | Norbert Huber                       | Markus Prock              | Georg Hackl                     |
| 11 lutego 1983 | Igls        | Dwójki mężczyzn  | Witalij Mielnik Dmitrij Aleksiejiew | René Keller Lutz Kühnlenz | Siegfried Federer Norbert Huber |

## Wyniki

### Jedynki kobiet
- Data / Początek: Piątek 11 lutego 1983

| Medal | Zawodniczka          | Narodowość |
| ----- | -------------------- | ---------- |
|       | Christine König      | NRD        |
|       | Anke Popel           | NRD        |
|       | Heike Grübler        | NRD        |
| 4.    | Petra Eder           | RFN        |
| 5.    | Walentina Josko      | ZSRR       |
| 6.    | Sybille Hoherz       | NRD        |
| 7.    | Veronika Verheyen    | RFN        |
| 8.    | Olympiada Nikitina   | ZSRR       |
| 9.    | Ewa Turina           | ZSRR       |
| 10.   | Agnes-Erika Aanonsen | Norwegia   |
| 11.   | Andrea Hatle         | RFN        |
| 12.   | Vroni Oberhuber      | Włochy     |
| 13.   | Karin Laner          | Włochy     |
| 14.   | Sylvia Manzenreiter  | Austria    |
| 15.   | Constanze Zeitz      | RFN        |
| 16.   | Lena Olsson          | Szwecja    |
| 17.   | Kathi Schenkel       | Szwajcaria |

### Jedynki mężczyzn
- Data / Początek: Piątek 11 lutego 1983

| Medal | Zawodnik            | Narodowość |
| ----- | ------------------- | ---------- |
|       | Norbert Huber       | Włochy     |
|       | Markus Prock        | Austria    |
|       | Georg Hackl         | Niemcy     |
| 4.    | Frank Trebess       | NRD        |
| 5.    | Siegfried Federer   | Włochy     |
| 6.    | Juri Sisich         | ZSRR       |
| 7.    | Jürgen Ewerz        | Austria    |
| 8.    | Robert Manzenreiter | Austria    |
| 9.    | Jens Müller         | NRD        |
| 10.   | Jens Dechsler       | NRD        |
| 11.   | Torsten Görlitzer   | NRD        |
| 12.   | Stefan Fischer      | RFN        |
| 13.   | Thomas Ewerz        | Austria    |
| 14.   | Franz Kammerer      | Włochy     |
| 15.   | Hans-Jürgen Köhne   | RFN        |
| 16.   | Paul Messner        | Kanada     |
| 17.   | Władimir Jakowlew   | ZSRR       |
| 18.   | Dainis Kutschers    | ZSRR       |
| 19.   | Mats Risberg        | Szwecja    |
| 20.   | Anders Näsström     | Szwecja    |
| 21.   | Anders Paus-Nielsen | Norwegia   |
| 22.   | Erik Andersson      | Szwecja    |
| 23.   | Pablo García Muñoz  | Hiszpania  |
| 24.   | Donat Jösler        | Szwajcaria |

### Dwójki mężczyzn
- Data / Początek: Piątek 11 lutego 1983

| Medal | Zawodnik                            | Narodowość |
| ----- | ----------------------------------- | ---------- |
|       | Witalij Mielnik Dmitrij Aleksiejiew | ZSRR       |
|       | René Keller Lutz Kühnlenz           | NRD        |
|       | Siegfried Federer Norbert Huber     | Włochy     |
| 4.    | Jens Drechsler Falk Holfert         | NRD        |
| 5.    | Markus Prock Robert Manzenreiter    | Austria    |
| 6.    | Władimir Jakowlew Skripnik          | ZSRR       |
| 7.    | Stefan Fischer Max Burghardtswieser | RFN        |
| 8.    | Stefan Ilsakner Georg Hackl         | RFN        |
| 9.    | Stefan Mair Klaus Gärber            | Austria    |
| 10.   | Paul Messner Herbert Moroder        | Włochy     |

## Klasyfikacja medalowa
| Miejsce | Państwo |   |   |   | Razem |
| ------- | ------- | - | - | - | ----- |
| 1.      | NRD     | 1 | 2 | 1 | 4     |
| 2.      | Włochy  | 1 | 0 | 1 | 2     |
| 3.      | ZSRR    | 1 | 0 | 0 | 1     |
| 4.      | Austria | 0 | 1 | 0 | 1     |
| 5.      | RFN     | 0 | 0 | 1 | 1     |